# Wilhelm König (Politiker, 1884)
Wilhelm König (* 4. Juni 1884 in Hetlingen, Kreis Pinneberg; † vermutlich 1945) war ein deutscher Politiker (SPD/KPD) und Gewerkschafter. Er war Abgeordneter des Preußischen Landtages.

## Leben
König zog als Kind nach Berlin. Er erlernte hier den Beruf des Maschinenbauers und trat hier vor dem Ersten Weltkrieg der SPD bei. 1918 war er Vorsitzender des Arbeiterrates bei der AEG. 1920 trat er zur KPD über. Bis 1923 wirkte er als im Betriebsrat der AEG Turbine Berlin, dann als Betriebsratsvorsitzender. Er kandidierte im Deutschen Metallarbeiter-Verband (DMV) auf der Liste der Kommunisten. 1928 wurde König für die KPD in den Preußischen Landtag gewählt.
1929 gewann König als Spitzenkandidat der „roten Liste“ die Mehrheit bei der Betriebsratswahl der AEG Turbine in Berlin-Moabit. König opponierte gegen den ultralinken Kurs der KPD-Führung. In einem Brief an das ZK der KPD protestierte er gegen die Aufstellung „roter“, das heißt eigener kommunistischer Betriebsratskandidaten. 1930 kandidierte König zusammen mit Sozialdemokraten auf einer gemeinsamen Liste erfolgreich für die Betriebsratswahl im selben Betrieb. Dieser Liste gelang es die Mehrheitsverhältnisse im Betrieb umzukehren. König wurde daraufhin aus der KPD ausgeschlossen. Er blieb jedoch ab März 1930 als Fraktionsloser im Parlament, später trat er wieder der SPD bei.
Es deutet vieles darauf hin, dass König während des NS-Regimes unter dem Decknamen „Heinrich“ – mindestens aber von 1935 bis 1937 – als V-Mann der Gestapo über die Widerstandstätigkeit der illegalen SPD und deren Betriebszellenarbeit berichtete.
König wohnte 1945 zuletzt in der Fehmarner Straße 21 in Berlin-Wedding. 1945 wurde er vom NKWD festgenommen und ist seitdem spurlos verschwunden.